# 여대생 사장
"여대생 사장"은 1967년 공개된 대한민국의 영화이다.

## 배역
- 신성일
- 남정임
- 김신재
- 주선태